# عسلوج (بئر السبع)
عسلوج، قرية فلسطينية مهجرة، تقع على مسافة نحو 30 كم جنوبًا من بئر السبع. احتلها الصهيونيون في 15/12/1948، وانطلقوا منها لاحتلال النقب الجنوبي. هدمها اليهود، أقاموا على أراضيها مستعمرة “ريفيفيم” بين الخلصة وعسلوج، كما أقاموا عام 1950 في بقعة عسلوج نفسها وأراضيها مستعمرة “مشابي سده”.

## أهمية موقع القرية
كان لهذه القرية أهمية خاصةً لوقوعها على طريق بئر السبع- العوجا، تلك الطريق الرئيسية المعبّدة التي تربط سيناء بالنقب. كما ساهمت هذه الطريق في خدمة البدو المتجوّلين داخل المنطقة، حيث كانت القوافل التجارية تسلكها في الماضي، مما دفع بقوات الكيان الصهيوني إلى احتلال القرية للسيطرة على هذه الطريق والتحكم في حركة المرور فيها.

## نبذة تاريخية
قام الإنجليز عام 1917 بتدمير جسر سكة الحديد في عسلوج عند دخولهم فلسطين، وهو لقبيلة العزازمة ويقع في النقب، كما حرّف اسمه ليصبح «زوخروت».
تمثّل عسلوج التي أنشئت فوق رقعة أرضية متموّجة في النقب الأوسط، خط تقسيم مياه بين وادي عربة شرقًا والبحر المتوسط غربًا. تألفت من مضارب وبيوت لأفراد قبيلة العزازمة الذين استقروا بضفة وادي عسلوج. بالإضافة لذلك، بنى العثمانيون فيها مسجدًا. أمّا المياه الجوفية في المنطقة، ففي عسلوج نفسها ثلاث آبار ذات مياه عذبة، وفي بطن ولد جنوب غرب عسلوج بئر الثميلة، حيث يقال: إنّ مسقط رأس إسماعيل بن إبراهيم الخليل كان قُربها.
اشتملت عسلوج، إضافةً إلى مسجدها، على بعض الدكاكين لبيع المواد التموينية والأقمشة للبدو المجاورين للقرية، أمثال عرب العصيات والمحمديين وغيرهم ممن كانوا يفدون على القرية لبيع بعض منتجاتهم الحيوانية، وشراء ما يلزمهم من حاجات.
تأسّست مدرسة عسلوج الابتدائية عام 1946، على الطريق العام بين بئر السبع والعوجا. بالنسبة للزراعة، كانت قليلة حول عسلوج، تعتمد على الأمطار التي يبلغ متوسطها السنوي نحو 70 ملم. أهم الغلات الزراعية الشعير الذي يتحمل الجفاف. كما كان يربي السكان أعدادًا من الحيوانات كالإبل، الأغنام والمعز، تعتمد في غذائها على المراعي الطبيعية المنتشرة حول عسلوج. وبعد عام 1948 هاجر معظم أفراد قبيلة العزازمة من ديارهم إلى الأردن.

## احتلال القرية
في 10/6/1948 تعرضت عسلوج لاعتداء صهيوني آثم؛ دافعت عنها حاميتها التي تألفت من بدو المنطقة، ومن متطوّعين ليبيين ومصريين. لكنّ القوة الصهيونية المهاجمة تغلّبت، واحتلت القرية زمنًا قصيرًا إلى أن استردها الجيش المصري. ظلّت بأيدي المصريين حتى احتلها الصهيونيون ثانية في 15/12/1948، وانطلقوا منها لاحتلال النقب الجنوبي. هدمها اليهود، أقاموا على أراضيها مستعمرة “ريفيفيم” بين الخلصة وعسلوج، كما أقاموا عام 1950 في بقعة عسلوج نفسها وأراضيها مستعمرة “مشابي سده”.